# 常念寺 (京都府精華町)
常念寺（じょうねんじ）は京都府精華町にある融通念仏宗の仏教寺院。本尊は阿弥陀如来。

## 縁起
- 1461年 - 隋空恵順により中興
- 1833年 - 円空隣粲が本堂・庫裏を再建

## 文化財

### 重要文化財（国指定）
- 菩薩形立像 - 平安時代前期（9世紀）

### その他の文化財
仏像
- 阿弥陀如来立像 - 江戸時代
- 阿弥陀如来坐像 - 江戸時代
- 地蔵菩薩立像

## 所在地
〒619-0241 京都府相楽郡精華町大字祝園小字神木段55

## 交通アクセス
- 近畿日本鉄道・京都線新祝園駅下車、徒歩10分。
- JR西日本・片町線祝園駅下車、徒歩10分。

## 周辺情報
- 祝園神社
- 来迎寺